# Zepedanulus
Zepedanulus is een geslacht van hooiwagens uit de familie Epedanidae.
De wetenschappelijke naam Zepedanulus is voor het eerst geldig gepubliceerd door Roewer in 1927. 

## Soorten
Zepedanulus omvat de volgende 4 soorten:
- Zepedanulus alter
- Zepedanulus armatipalpus
- Zepedanulus ishikawai
- Zepedanulus watanabei